# Sanban, Fujian
Sanban (kinesiska: 三班) är en köping i sydöstra Kina. Den ligger i Dehua härad i staden Quanzhou i provinsen Fujian, omkring 120 kilometer sydväst om provinshuvudstaden Fuzhou. Antalet invånare är 17 172. Befolkningen består av 8 327 kvinnor och 8 845 män. Barn under 15 år utgör 15,0 %, vuxna 15-64 år 76 %, och äldre över 65 år 7,0 %.